# Ранчо Нуево, Ла Пријета (Хименез)
Ранчо Нуево, Ла Пријета (шп. Rancho Nuevo, La Prieta) насеље је у Мексику у савезној држави Чивава у општини Хименез. Насеље се налази на надморској висини од 1360 м.

## Становништво
Према подацима из 2005. године у насељу је живело 11 становника.

### Хронологија
| Година       | 2000 | 2005 |
| ------------ | ---- | ---- |
| Становништво | 9    | 11   |

### Попис
| # | Индикатор                        | Вредност |
| - | -------------------------------- | -------- |
| 1 | Укупно појединачних домаћинстава | 2        |